# Pauline Marois
Pour les articles homonymes, voir Marois.
Pauline Marois (/pɔ.lɪn ma.ʁwa/), née le 29 mars 1949 à Québec, est une femme politique québécoise. Première ministre du Québec du 19 septembre 2012 au 23 avril 2014, elle est la première femme à occuper cette fonction.
Issue d'un milieu modeste, Pauline Marois étudie en service social à l'Université Laval, complète un MBA à HEC Montréal et milite au sein d'organismes communautaires et au Parti québécois, formation politique d'obédience sociale-démocrate et souverainiste.
Présente sur la scène politique québécoise durant plus de trente ans, elle est cheffe du Parti québécois de 2007 à 2014. Durant sa carrière, elle dirige neuf ministères québécois, étant ainsi la personne ayant occupé le plus de fonctions ministérielles de l’histoire du Québec.
Elle occupe quelques postes dans des cabinets ministériels avant d'être élue pour la première fois députée lors des élections générales de 1981. Elle devient ministre dans le gouvernement de René Lévesque à l'âge de 33 ans. Après deux défaites personnelles, dans La Peltrie aux élections générales de 1985 et dans Anjou lors d'une élection partielle en 1988, elle est élue l'année suivante dans la circonscription de Taillon, un siège qu'elle occupera pendant dix-sept ans.
Avec le retour au pouvoir du Parti québécois en 1994, les premiers ministres Parizeau, Bouchard et Landry lui confient plusieurs responsabilités importantes, dont les postes de ministre des Finances, de présidente du Conseil du Trésor, de ministre de la Santé et de ministre de l'Éducation. Elle est la troisième femme à avoir occupé le poste de vice-première ministre du Québec après Lise Bacon et Monique Gagnon-Tremblay.
Après deux tentatives infructueuses en 1985 et en 2005 et une courte retraite de la vie publique, elle devient, sans opposition, la septième chef du Parti québécois, en juin 2007. Trois mois plus tard, elle est élue députée de la circonscription de Charlevoix. Devenue chef de l'opposition officielle après les élections de 2008, Pauline Marois réussit à se maintenir en poste malgré de vives tensions internes en 2011 et au début de 2012.
Elle mène son parti à la victoire lors des élections générales québécoises de 2012 en remportant 54 des 125 sièges à l'Assemblée nationale et forme un gouvernement minoritaire. Elle devient la première femme à occuper le poste de première ministre du Québec. Invoquant un « blocage » des travaux législatifs par les partis d'opposition, elle déclenche des élections générales après dix-huit mois au pouvoir. Elle est défaite dans sa propre circonscription lors de l’élection de 2014 et quitte ses fonctions de chef du Parti québécois.

## Biographie

### Jeunesse
Pauline Marois est née le 29 mars 1949 à l'Hôpital Saint-François d'Assise, dans le quartier Limoilou de Québec. Elle est la fille de Grégoire Marois, un mécanicien chez International Harvester, une entreprise spécialisée dans l'entretien de la machinerie lourde et des camions à Québec et de Marie-Paule Gingras, une fille de paysans devenue institutrice. Aînée de cinq enfants, elle grandit dans une maison de briques de deux étages construite par son père à Saint-Étienne-de-Lauzon, un village maintenant fusionné à la ville de Lévis, sur la rive sud du fleuve Saint-Laurent en face de la capitale.
Dans son autobiographie, parue en 2008, Marois se rappelle l'« intuition profonde » de ses parents et les regrets de son père qui, bien qu'il n'ait complété qu'une quatrième année, a toujours insisté pour que ses enfants aient accès à une éducation de qualité, quitte à faire des sacrifices. Ses trois frères, Denis, Robert et Marc, ainsi qu’elle-même et sa sœur Jeannine ont tous obtenu des diplômes universitaires.
Bien que nationalistes et catholiques, ses parents étaient peu impliqués politiquement. Les efforts de sa mère pour implanter la récitation du chapelet en famille ne duraient généralement que deux ou trois jours. Son père, féru d'actualité et sympathique aux thèses du Crédit social et de l'Union nationale, acheta son premier téléviseur dès le début des années 1950, en plus d'être abonné au quotidien L'Action catholique.
Elle fait ses études primaires à l'école de Saint-Rédempteur, le village voisin, où elle excelle en français, en histoire et en géographie. Elle développe également un goût pour la lecture, stimulée par les nombreux livres qu'elle reçoit comme récompense pour ses bons résultats. En 1961, elle est admise au collège Jésus-Marie de Sillery, un établissement privé fréquenté par les enfants de la petite bourgeoisie de Québec, où elle fera son cours classique. Elle décrit cet épisode comme un « choc des cultures » qui marquera définitivement sa pensée et ses choix d'avenir.
Marois prend conscience de son statut social au collège ainsi que dans les maisons cossues de Sillery, où elle accompagne parfois sa mère qui fait des ménages dans des résidences pour payer ses études. Elle se démarque toutefois par son engagement parascolaire et devient présidente de son association d'élèves et par de bons résultats, à l'exception de deux échecs en anglais et en latin, ce qui remet momentanément en question la poursuite de ses études.

### Études
En 1968, elle s'inscrit au programme de maîtrise en service social de l'Université Laval. À cette époque, Marois est davantage intéressée par la condition des plus démunis et les enjeux internationaux sans toutefois intervenir sur d'autres enjeux brûlants comme le débat linguistique et la question nationale. Elle participe notamment à la réalisation d'une étude sur les conditions de logement dans la basse-ville de Québec et manifeste contre la guerre du Viêt Nam.
L'année suivante, elle épouse Claude Blanchet, un jeune homme du village voisin qu'elle fréquente depuis le collège. Malgré leurs différences, Blanchet est un entrepreneur qui a acquis sa première station-service à l'âge de 17 ans, tout en poursuivant des études en administration des affaires, le jeune couple jette les bases d'une relation qui dure toujours 50 ans plus tard.
En septembre 1970, elle effectue un stage en milieu de travail à Hull, où elle participe à la remise sur pied de la section régionale de l'Association coopérative d'économie familiale (ACEF) de l'Outaouais — un organisme de défense des consommateurs — pendant que son mari est embauché par Campeau Corporation, un développeur immobilier récemment acquis par Power Corporation. À cette époque, la région est secouée par l'expansion de la fonction publique fédérale et la construction de complexes administratifs sur la rive québécoise de l'Outaouais, « sans tenir compte des besoins et des conditions de logement de la population ».
Ce stage, qu'elle effectue pendant que se déroule la crise d'Octobre, et son retour dans la région après l'obtention de son diplôme au printemps 1971, marque le couple : « J'étais arrivée dans l'Outaouais en m'identifiant comme Canadienne française. Je le quitterais en m'identifiant à jamais comme Québécoise. »

### Début de carrière
Le couple Marois-Blanchet s'établit à Montréal et Mme Marois s'inscrit à l'École des hautes études commerciales, de l'Université de Montréal, où elle complète une maîtrise en administration des affaires (M.B.A.) en 1976. Militante dès les premiers jours du Parti québécois, elle devient l'attachée de presse de Jacques Parizeau, son ancien professeur, en 1978. Elle quitte ce poste après six mois, en mars 1979, considérant qu'on ne « l'utilisait pas à la hauteur de son talent », confiera-t-elle plus tard au biographe de Jacques Parizeau, Pierre Duchesne. Elle devient ensuite chef de cabinet de la ministre à la Condition féminine, Lise Payette, en novembre 1979. Le biographe de René Lévesque, Pierre Godin, affirme que Pauline Marois a hésité avant d'accepter le poste, parce qu'elle ne se sentait pas particulièrement féministe. « Avec moi, tu vas le devenir », lui avait alors répliqué la ministre Payette.

### Débuts et ascension politique (1981-2005)

#### Ministre de René Lévesque
Enceinte de sept mois, Pauline Marois hésite à se lancer en politique active. Elle est finalement convaincue par son conjoint et René Lévesque, et se porte candidate dans la circonscription de La Peltrie, dans la région de Québec. Elle est élue avec une confortable majorité de 5 337 voix sur son adversaire libéral, le 13 avril 1981. Elle donne naissance à son deuxième enfant 11 jours plus tard, le 24 avril.
Elle entre immédiatement au conseil des ministres, d’abord comme responsable de la Condition féminine, de 30 avril 1981 au 29 novembre 1983, et pendant quatre mois en 1985. Elle est ensuite promue à la vice-présidence du Conseil du trésor, le 9 septembre 1982, puis devient ministre de la Main-d’œuvre et de la Sécurité du revenu, lors du remaniement de novembre 1983.
Pauline Marois joue un rôle mineur dans les grandes manœuvres qui secouent le Conseil des ministres de René Lévesque à l'automne 1984 après l'élection de Brian Mulroney au poste de premier ministre du Canada. D'abord sollicitée par Pierre Marc Johnson, qui dirige la faction dite des « kangourous » — favorable à des accommodements avec le nouveau gouvernement conservateur — elle se range dans le camp des ministres plus orthodoxes — les « caribous » — qui s'opposent à la démarche d'affirmation nationale et réaffirment la ligne directrice du programme péquiste.
Elle signe, le 9 novembre 1984, la « lettre des douze », dans laquelle la moitié des ministres du gouvernement Lévesque s’opposent à la stratégie du « beau risque » du premier ministre et réclament que la souveraineté soit au cœur de la campagne électorale de l’année suivante. Cependant, elle ne se joint pas à sept de ses collègues signataires qui démissionneront à la fin du mois.
Au départ de René Lévesque, elle se présente à la course à la direction du Parti québécois en 1985, malgré un sondage défavorable. Après une campagne où elle fait la promotion du plein-emploi et de la souveraineté, elle termine en deuxième place, derrière Pierre Marc Johnson, avec 19,7 % des suffrages, mais se dit satisfaite et prête à continuer son engagement.

#### Passage dans l'opposition
Défaite dans La Peltrie, lors des élections générales québécoises de 1985, elle continue de siéger à l’exécutif national du Parti québécois, tout en militant au sein d’organismes féministes. Elle est trésorière de la Fédération des femmes du Québec et agit à titre de consultante à la société Elizabeth Fry, un groupe qui vient en aide aux femmes détenues et ex-détenues.
À l’instar de Jean Garon, Bernard Landry et Louise Harel, Pauline Marois désapprouve la stratégie d’ « affirmation nationale » et la réorientation idéologique défendue par Pierre Marc Johnson. Notant que le PQ « doit redéfinir sa voie de gauche », elle se retire temporairement de la direction du parti au terme du congrès de juin 1987, pour aller enseigner à l’Université du Québec à Hull.
Malgré certaines critiques formulées à l’endroit de Jacques Parizeau, elle accepte l’offre du nouvel homme fort souverainiste et devient conseillère au programme du PQ en février 1988. Elle se présente à l’élection partielle dans la circonscription d’Anjou, le 20 juin 1988, mais subit la défaite par 1 143 voix.

#### Ministre polyvalente
Elle revient à l’Assemblée nationale en tant que députée de Taillon en 1989 et se fait réélire en 1994, 1998 et 2003,.
De retour au pouvoir après l’élection générale de 1994, le premier ministre Jacques Parizeau lui confie des dossiers à la fois sociaux — le ministère de la Famille — et économiques — le Conseil du trésor, et au lendemain du référendum de 1995, le ministère des Finances.
Elle a occupé pas moins de 10 charges ministérielles durant cette période (si on compte Finances 2 fois) :
- présidente du Conseil du Trésor (sous Parizeau) ;
- ministre de l'Administration et de la fonction publique (sous Parizeau) ;
- ministre de la Famille (sous Parizeau) ;
- ministre des Finances (sous Parizeau et Landry) (incluant plus tard Économie & Recherche) ;
- ministre de l'Éducation (sous Bouchard) ;
- ministre de la Santé et Services sociaux (sous Bouchard) ;
- ministre de la Science, Recherche & Technologie (sous Landry) ;
- ministre de l'Industrie et du Commerce (sous Landry) ;
- vice-première ministre du Québec (2001-2003) (sous Landry).

Elle a, entre autres, donné naissance aux centres de la petite enfance, piloté le dossier de la transformation du réseau des écoles confessionnelles catholiques et protestantes de langue anglaise et française — une disposition datant de l’Acte de l’Amérique du Nord britannique de 1867 — en deux réseaux de commissions scolaires organisées sur une base linguistique et instauré la maternelle à temps plein.
En 2001, après le départ de Lucien Bouchard, alors premier ministre du Québec, Bernard Landry ne perd pas de temps et récolte tous les appuis. Il se fait couronner chef du parti, puis premier ministre. Pauline Marois rate sa chance une seconde fois. Bernard Landry en fait sa ministre des Finances et vice-première ministre, poste qu’elle occupe jusqu’à la défaite du Parti québécois en 2003.
Jusqu’à son intermède de femme politique à temps plein, elle occupe le poste de porte-parole de l’opposition officielle en matière de relations internationales à la suite du remaniement du cabinet fantôme du Parti québécois.

### Course à la direction du PQ de 2005

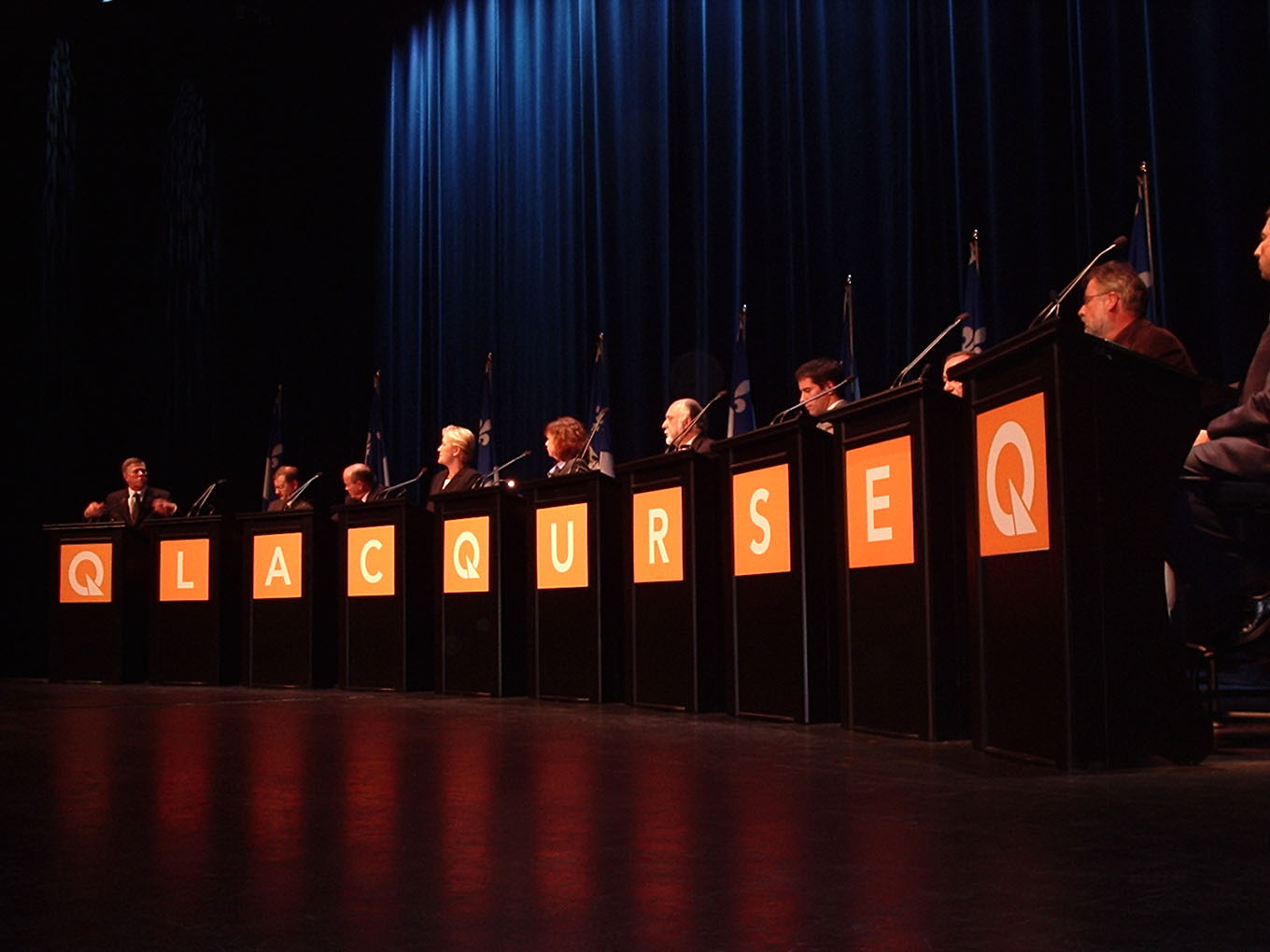
Débat des candidats à la direction du Parti québécois en 2005.

En 2004, cherchant à provoquer le destin, Pauline Marois demande ouvertement le départ de Bernard Landry alors chef du Parti québécois. En 2005, ce dernier démissionne après avoir été soumis à un vote de confiance où il obtient 76,2 % des appuis. À la suite de cette démission, elle se lance officiellement et sans attendre dans la course à la direction du Parti québécois en juin 2005. Elle reçoit l’appui de Joseph Facal, Jonathan Valois, Maka Kotto et Marie Malavoy et une vingtaine de députés de son parti et du Bloc québécois, parti souverainiste campé à Ottawa.
En cas de victoire, elle promettait de tenir un référendum dans les six mois à un an après l’élection d’un gouvernement péquiste, à condition qu’il soit gagnant :

« C’est une tâche immense que nous avons à accomplir ensemble, pour préparer le Québec à faire la souveraineté, surtout à la réussir et à gagner le référendum. Il ne s’agit pas de tenir un référendum n’importe quand, demain matin, il s’agit d’en tenir un gagnant. »

Elle reçoit beaucoup d’appuis à l’extérieur du Parti québécois, comme celui de l’ex-présidente de la Fédération des infirmières du Québec, Jennie Skeene, de l’ancienne présidente de la CEQ, Lorraine Pagé, de l’écrivaine Hélène Pedneault et de l’ancienne présidente du Comité exécutif de la ville de Montréal, Léa Cousineau.
La semaine avant l’élection, elle reçoit l’appui de Pierre Dubuc, candidat dans la course. Le 10 novembre, Gilbert Paquette abandonne la course et demande à ses partisans de voter pour Pauline Marois.
Le 15 novembre 2005, elle perd finalement l’élection avec 30,56 %, soit la 2e position, avec 32 166 votes, alors que André Boisclair est élu avec une majorité de 53,68 %. Son rêve de devenir première ministre du Québec — et première femme à le devenir — lui échappe encore une fois. Elle accepte le verdict clair et se rallie au nouveau chef. Elle se montre tout de même satisfaite de la campagne électorale, mais avoue être un peu peinée.
Le 20 mars 2006, sans amertume, Pauline Marois annonce qu’elle quitte la vie politique active. Ce départ précipité cause une certaine surprise puisqu’elle venait tout juste d’accepter d’occuper le poste de critique en matière de Relations internationales. Cependant, depuis janvier, la rumeur courait qu’un départ imminent de la ténor risquait de survenir. Elle se retire après plus de 25 ans de vie publique et politique, non sans peine. Cependant, elle avouera lors de son discours de démission que « le cœur n’y est plus ». Voici une entrevue fait en 2006 par la radio publique.

### Cheffe du Parti québécois (2007-2014)

#### Course à la direction du PQ de 2007

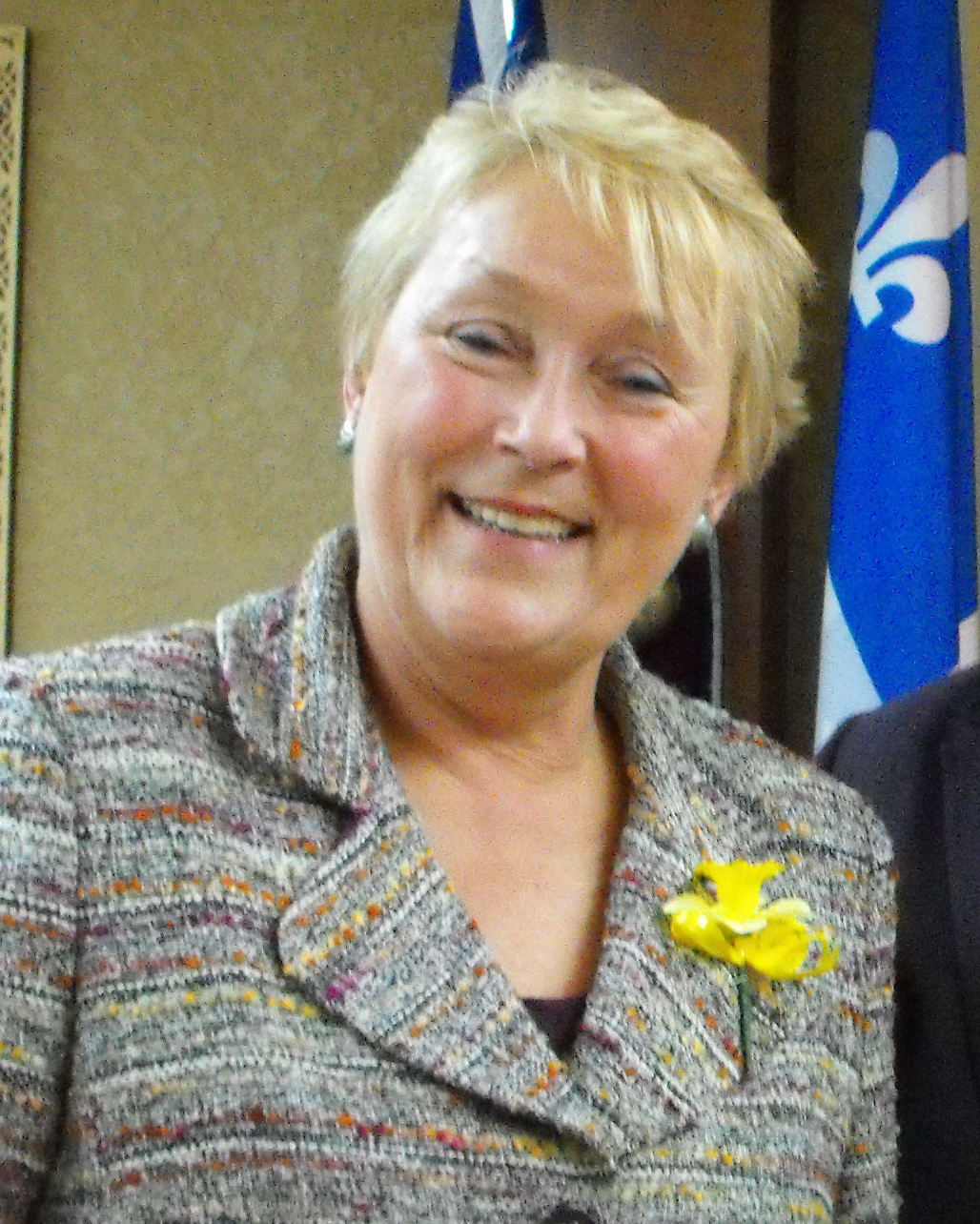
Pauline Marois lors d’une allocution à Rivière-du-Loup en 2009.

À la suite de la démission d’André Boisclair, le 8 mai 2007, Pauline Marois choisit de se présenter dans une éventuelle course à la direction du Parti québécois, le 11 mai 2007. Il s’agit de sa troisième tentative pour devenir chef de ce parti.
Le 13 mai 2007, Pauline Marois déclare officiellement sa candidature, soit dix-huit mois après sa défaite lors de la course à la direction du Parti québécois de 2005. Elle veut mettre de côté le projet référendaire et veut modifier son approche d’un futur pays. Elle souhaite changer tout le programme du Parti québécois pour adapter celui-ci aux volontés des Québécois.
Pauline Marois est la seule personne officiellement en lice pour la succession d’André Boisclair. Son seul rival potentiel, Gilles Duceppe, chef du Bloc québécois s’est désisté un jour après avoir annoncé sa candidature, probablement convaincu des conséquences néfastes pour le mouvement souverainiste d’un tel affrontement et percevant peut-être aussi un manque d’appuis suffisants,. En effet, Pauline Marois bénéficie d’un très grand nombre de soutiens dès le premier jour de l’annonce de sa candidature, à la fois au sein de la mouvance péquiste et au sein de la population (selon les premiers sondages).
Elle reçoit l’appui du club politique SPQ-Libre. Aussi, elle rallie la quasi-totalité des députés du Parti québécois. Elle fait ensuite une déclaration indiquant qu’elle appuie le dégel des frais de scolarité.
Le 14 mai 2007, Pauline Marois assiste à un souper-bénéfice du Bloc québécois, à Montréal, et Gilles Duceppe profite de l’occasion pour l’assurer de son appui inconditionnel.
Elle devient officiellement chef du Parti québécois, à la fermeture de la période des mises en candidature, le 26 juin,,, étant la seule personne ayant déposé les signatures requises.

### Retour à l'Assemblée nationale
Le 13 août 2007, Rosaire Bertrand, du Parti québécois, démissionne comme député de la circonscription de Charlevoix, à la limite est de la grande région de la Capitale-Nationale. La perspective d'une élection partielle est l'occasion pour Pauline Marois de pouvoir accéder à l’Assemblée nationale. Le jour même de la démission de Rosaire Bertrand, Pauline Marois annonce qu’elle est candidate à cette élection du 24 septembre 2007.
En septembre 2007, deux jours avant le scrutin, une controverse éclate lorsqu’un journaliste du quotidien The Gazette révèle que Pauline Marois et son conjoint possèdent une résidence située à l'Ile Bizard sur des terres anciennement agricoles, jusqu’à leur dézonage, en 1991, et sur des terrains publics expropriés en 1978 et destinés à la prolongation de l’autoroute 440,.
Le 24 septembre 2007, jour du scrutin, Pauline Marois est élue avec 59,16 % des suffrages, devenant députée de Charlevoix,,,. Son principal adversaire, l’adéquiste Conrad Harvey, obtient quant à lui 37,04 % des voix. L’assermentation de Pauline Marois a lieu le 11 octobre 2007.

### Chef de l'opposition officielle

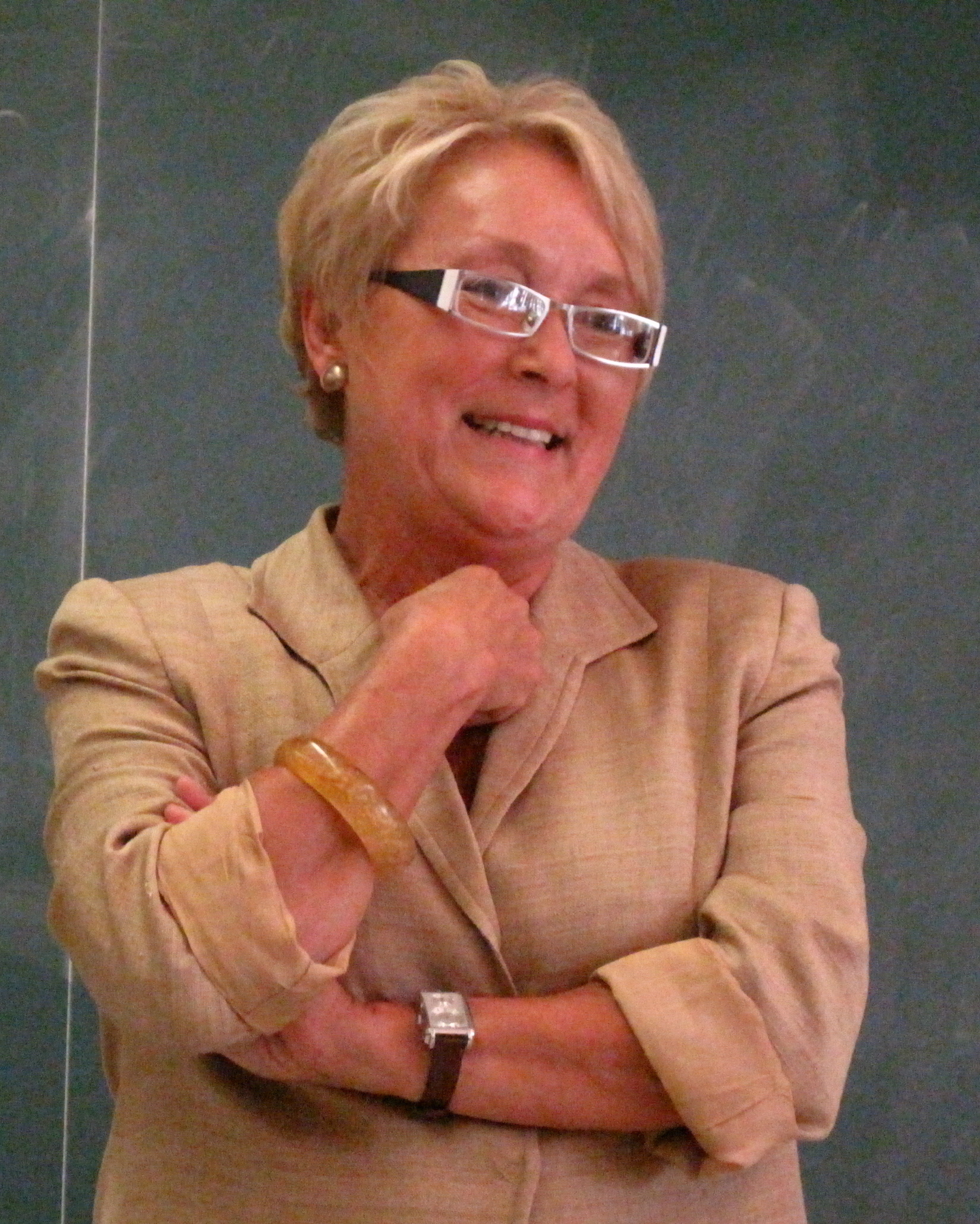
Pauline Marois de passage à Saguenay en 2011.

Le 13 janvier 2009, Pauline Marois devient, à la suite de l'élection générale du 8 décembre 2008, chef de l’opposition officielle à l'Assemblée nationale. Elle dirige la plus imposante opposition officielle de l'histoire du Québec en nombre de sièges, se composant de 51 députés élus.
Le 16 avril 2011, lors du XVIe congrès national du Parti québécois, Pauline Marois obtient plus de 93,08 % d’approbations lors du vote de confiance des délégués, un appui un peu plus fort que ceux obtenus dans le passé par Jacques Parizeau et Lucien Bouchard.

### Première ministre du Québec (2012-2014)

#### Campagne électorale de 2012

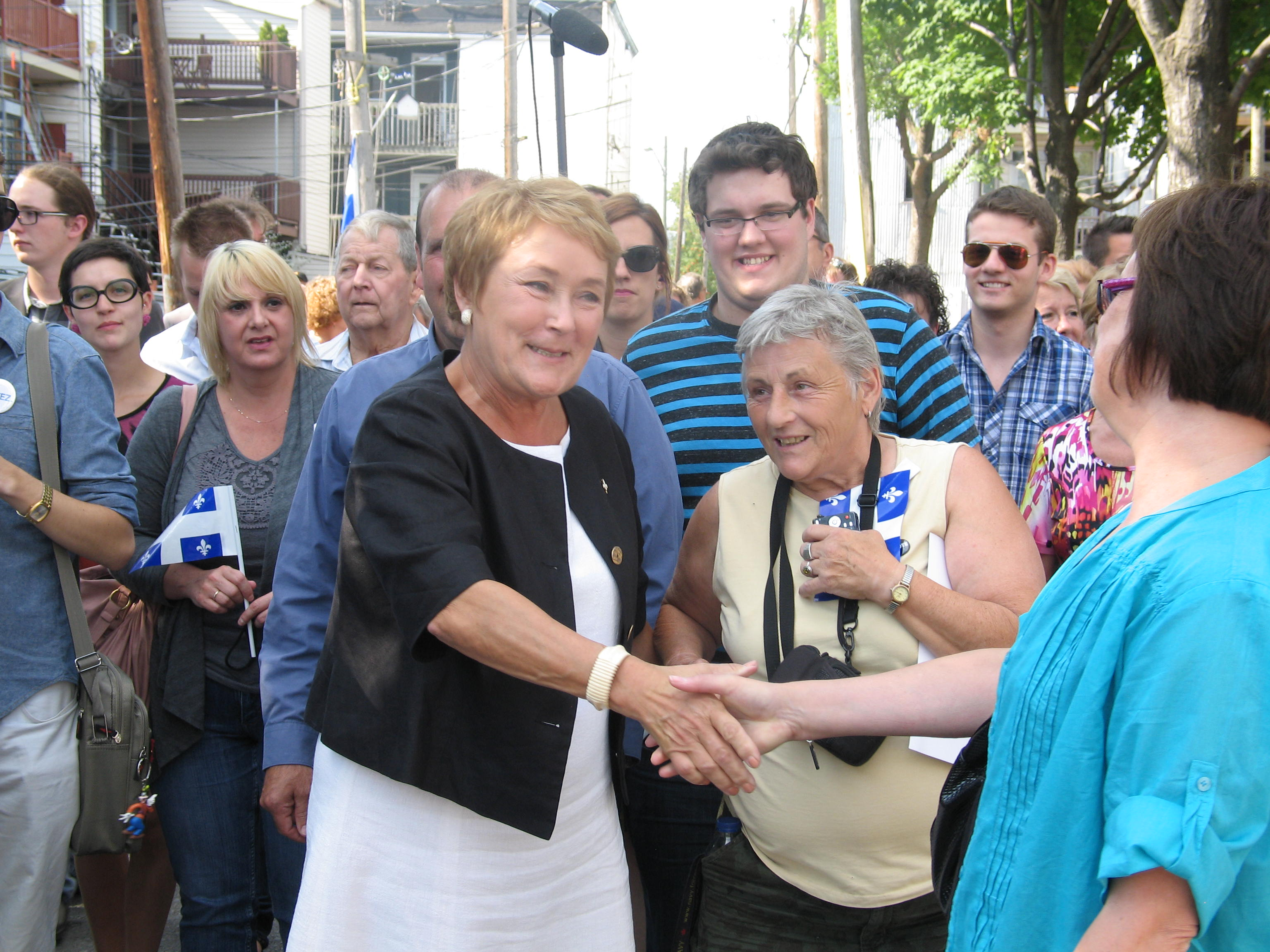
Pauline Marois rencontre des électeurs durant la campagne électorale de 2012.

Pour cette deuxième campagne en tant que chef du Parti québécois, Marois décide de profiter de son avance dans les sondages et de « l'usure et de la corruption » du gouvernement libéral de Jean Charest, au pouvoir depuis 2003, pour aller chercher des votes. La campagne du PQ fut axée sur trois thèmes principaux: « S'affirmer, S'enrichir, S'entraider ». Le grand slogan qu'elle et son parti choisissent fut « À nous de Choisir ». Toutefois, le parti n'a pas promis de référendum sur la souveraineté du Québec, préférant attendre d'être certain d'avoir la majorité des Québécois dans son projet d'indépendance.
Le 4 septembre 2012, la victoire du Parti québécois lors des élections générales lui permet d'accéder à la tête d’un gouvernement minoritaire. Elle devient la première femme première ministre de l'histoire du Québec et le 30e premier ministre. Dans la circonscription de Charlevoix–Côte-de-Beaupré, elle est élue avec 40,65 % des voix, devant la candidate libérale Claire Rémillard.

#### Attentat du 4 septembre 2012
Le 4 septembre 2012, pendant que Pauline Marois prononce un discours à l'intérieur de la salle de spectacle Métropolis pour souligner la victoire du Parti québécois lors de l’élection générale, il semblerait qu'un tireur essaye de rentrer par la porte arrière alors que deux fumeurs semblent se trouver dans l'encadrure de ladite porte, gênant son passage. Il fait feu et tue Denis Blanchette, 48 ans, technicien du Métropolis et blesse grièvement une autre personne, Dave Courage. Le tireur s'appelle Richard Henry Bain, un anglophone résidant à Mont-Tremblant, qui a perpétré son attaque à l’aide d’une carabine semi-automatique et d’un pistolet. Il apparaît que sa cible prioritaire était la nouvelle première ministre. Son arme s'est enrayée ne permettant pas à l’assassin de décharger toutes ses balles. Selon les informations de la Sûreté du Québec (SQ), les armes étaient enregistrées légalement. Juste avant l'attentat, un incendie d'origine criminelle se déclarait à l'arrière du Métropolis et fut maîtrisé.
À la suite des coups de feu entendus à proximité de l'entrée des artistes, deux gardes du corps de la Sûreté du Québec ont alors entraîné Pauline Marois dans les coulisses du Métropolis, interrompant son discours, transmis en direct à la télévision. La nouvelle première ministre élue est, quelques minutes plus tard, revenue terminer son allocution et demander aux partisans de quitter la salle calmement.
Pendant son arrestation, Richard Bain a causé un grand émoi en criant, devant les caméras et toujours en direct, « Les Anglais sont arrivés » ou « Les Anglais se réveillent ».
Le 10 septembre 2012 ont eu lieu les obsèques civiles de Denis Blanchette, auxquelles assistèrent Pauline Marois et quelques autres personnalités politiques.

#### Première ministre

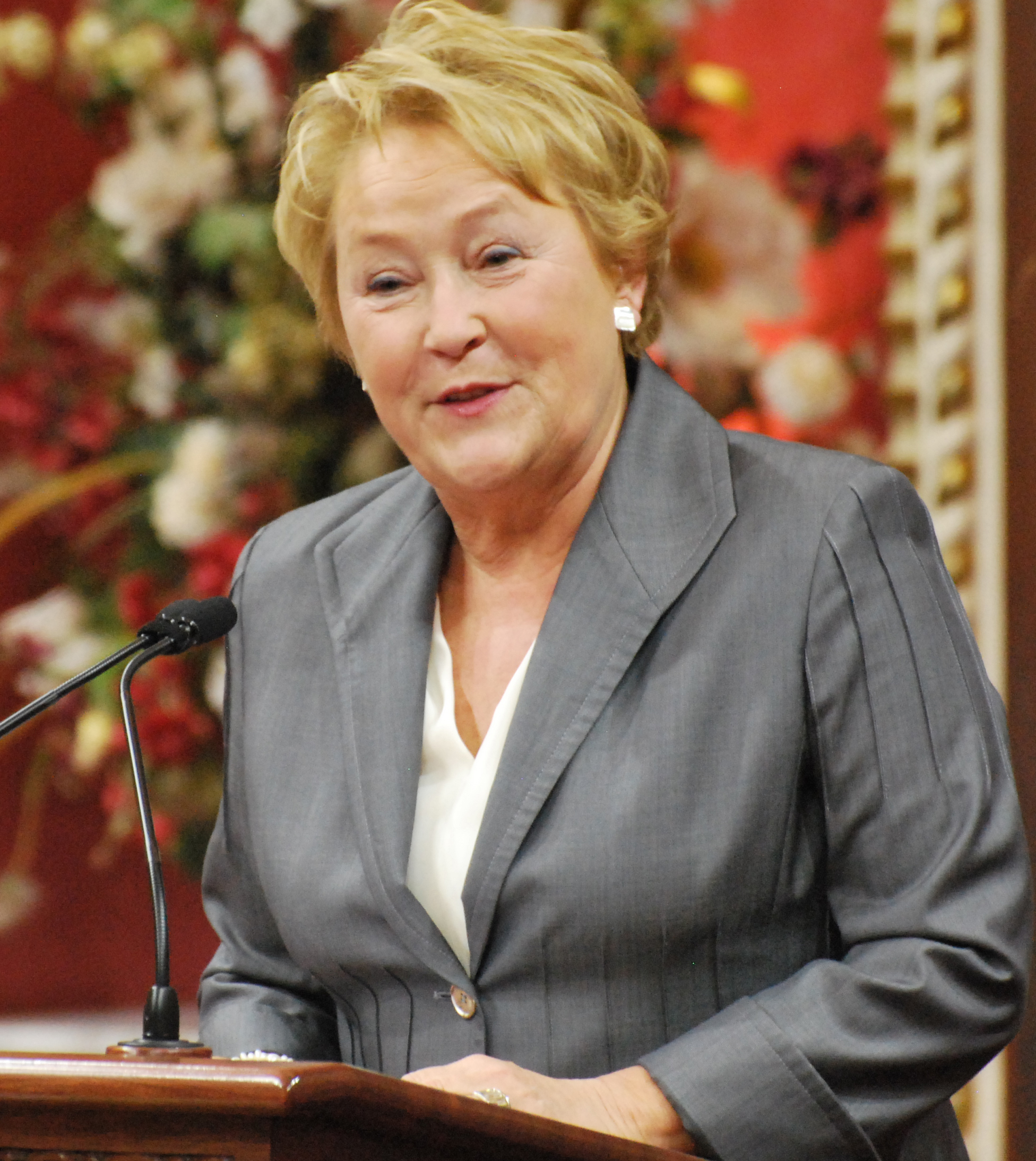
Pauline Marois en 2013.

Élue à la tête d'un gouvernement minoritaire lors des élections générales québécoises de 2012, Pauline Marois prend deux semaines pour former son conseil des ministres. Elle est assermentée par le lieutenant-gouverneur Pierre Duchesne le 19 septembre 2012. Dès la première réunion du cabinet, le nouveau gouvernement affiche ses couleurs en annulant plusieurs mesures du gouvernement libéral sortant : suspension de la plupart des articles de la Loi 78, annulation d'un prêt à la mine Jeffrey, une mine d'amiante à Asbestos (Val-des-Sources), et déclassement de la centrale nucléaire de Gentilly-2.
Pauline Marois convoque l'Assemblée nationale le mois suivant pour adopter des projets de loi sur l'adjudication des contrats publics et la réforme du financement des partis politiques. Le premier budget de son ministre des Finances et de l'Économie, Nicolas Marceau, est déposé en novembre. Il comprend des assouplissements à la taxe santé pour la rendre plus progressive, une réduction de l'augmentation prévue du bloc d'électricité patrimonial d'Hydro-Québec et un retour à l'équilibre budgétaire à compter de l'année fiscale 2013-2014. Malgré les protestations des partis d'opposition, le budget est adopté par une courte majorité. Parmi les principales mesures effectives mises en place par le gouvernement de Pauline Marois, on peut citer :
- l'adoption d'une loi prévoyant des élections à date fixe au Québec
- l'instauration de la maternelle à 4 ans dans des zones de pauvreté afin de lutter contre le décrochage scolaire
- investissement récurrent de 15 millions de dollars pour les soins palliatifs dont 11 millions pour les soins à domicile, le reste aux CHSLD et centres d’hébergement
- montant aux petites créances passant de 7 000 $ à 15 000 $

Le 2 septembre 2013, le Réseau TVA a diffusé un documentaire appelé La Première,. Le documentaire parle de la première femme élue première ministre du Québec, la soirée électorale du Parti québécois, et l'attentat du Métropolis, qui ont tous eu lieu le 4 septembre 2012. On y voit aussi une partie du travail de la première ministre.
Plusieurs analystes de la scène politique québécoise évaluent que le gouvernement minoritaire du Parti québécois a connu deux grandes étapes. Après une première année difficile, marquée par une certaine incohérence de l'action gouvernementale qui a augmenté le taux d'insatisfaction à son égard, ils notent une amélioration de la perception de l'électorat à compter du milieu de l'année 2013. L'action décisive de la première ministre Marois dans les jours qui ont suivi l'accident ferroviaire de Lac-Mégantic, en juillet 2013, marque le début d'un recentrage de l'action du gouvernement.
Le politologue Jean-Herman Guay note que ce changement d'approche s'accompagne d'un virage vers le centre de l'échiquier politique, marqué par deux budgets où dominent le contrôle serré des dépenses et certaines hausses de tarifs. La reprise en main du gouvernement péquiste s'est également manifestée à l'automne 2013 avec le débat sur la charte de la laïcité, où la position du parti gouvernemental lui a permis de reprendre le contrôle du jeu politique: « il a coincé la CAQ, qui propose une position de compromis, et déstabilisé le PLQ, visiblement mal préparé à un débat aussi énergique », évalue le journaliste politique Alec Castonguay, dans un texte publié au début de la campagne électorale.

### Élections de 2014
Défait de façon décisive lors des élections générales du 7 avril 2014, le Parti québécois devient l'opposition officielle face au gouvernement Couillard. Battue dans sa circonscription de Charlevoix–Côte-de-Beaupré par une candidate du Parti libéral, Caroline Simard, qui se présentait pour la première fois, Pauline Marois démissionne en tant que cheffe du Parti québécois le soir même des élections.
Elle remet sa démission, en tant que première ministre, et celle de son gouvernement au lieutenant-gouverneur Pierre Duchesne le 23 avril 2014.

### Après la politique
Le 26 septembre 2023, au Capitole de Québec, lors de la 25e édition du Gala Forces AVENIR, Pauline Marois est nommée à la présidence du conseil d'administration de la Fondation Forces AVENIR.
Elle est nommée chancelière de l'Université du Québec à Montréal (UQAM) en 2024.

## Fonds d'archives
Le fonds d'archives de Pauline Marois (P978) est conservé au centre BAnQ Vieux-Montréal de Bibliothèque et Archives nationales du Québec.

## Distinctions honorifiques

### Ordres, médailles et prix
- Commandeur de l'Ordre de la Pléiade (17 mars 2004)[1]
- Grand-croix de l'Ordre de la Pléiade (18 mars 2015)[1]
- 2011 : Prix Louis-Joseph-Papineau[1]

### Doctorats honorifiques
- 2018 : Université Laval[1]
- 2019 : Université du Québec en Outaouais[54],[1]
- 2024 : Institut national de la recherche scientifique[55]

## Résultats électoraux

### Résultats électoraux de Pauline Marois
|       | Nom               | Parti           | Nombre de voix | %      | Maj.  |
| ----- | ----------------- | --------------- | -------------- | ------ | ----- |
|       | Pauline Marois    | Parti québécois | 17 975         | 57,3 % | 5 337 |
|       | Jean-Guy Carignan | Libéral         | 12 638         | 40,3 % | -     |
|       | Laval Tardif      | Union nationale | 749            | 2,4 %  | -     |
| Total | Total             | Total           | 31 362         | 100 %  |       |

|       | Nom                       | Parti               | Nombre de voix | %      | Maj.  |
| ----- | ------------------------- | ------------------- | -------------- | ------ | ----- |
|       | Lawrence Cannon           | Libéral             | 19 819         | 55,9 % | 6 357 |
|       | Pauline Marois (sortante) | Parti québécois     | 13 462         | 38 %   | -     |
|       | Denis Jeffrey             | NPD Québec          | 1 968          | 5,6 %  | -     |
|       | Giles Bertrand            | Socialisme chrétien | 189            | 0,5 %  | -     |
| Total | Total                     | Total               | 35 438         | 100 %  |       |

|       | Nom                 | Parti                        | Nombre de voix | %      | Maj.  |
| ----- | ------------------- | ---------------------------- | -------------- | ------ | ----- |
|       | René Serge Larouche | Libéral                      | 10 806         | 50,1 % | 1 143 |
|       | Pauline Marois      | Parti québécois              | 9 663          | 44,8 % | -     |
|       | Roland Morin        | NPD Québec                   | 460            | 2,1 %  | -     |
|       | Michel Le Brun      | Union nationale              | 250            | 1,2 %  | -     |
|       | Patrice Fortin      | Parti J'en arrache           | 154            | 0,7 %  | -     |
|       | Gilles Rhéaume      | Parti indépendantiste (2008) | 136            | 0,6 %  | -     |
|       | Jolly Taylor        | Indépendant                  | 48             | 0,2 %  | -     |
|       | Nicole Tousignant   | Belle province               | 37             | 0,2 %  | -     |
|       | Henri-Paul Germain  | Sans désignation             | 21             | 0,1 %  | -     |
| Total | Total               | Total                        | 21 575         | 100 %  |       |

|       | Nom                  | Parti                        | Nombre de voix | %      | Maj.  |
| ----- | -------------------- | ---------------------------- | -------------- | ------ | ----- |
|       | Pauline Marois       | Parti québécois              | 18 983         | 55,9 % | 6 421 |
|       | Rodrigue Dubé        | Libéral                      | 12 562         | 37 %   | -     |
|       | Richard Briggs       | Vert                         | 1 362          | 4 %    | -     |
|       | Marc Vachon          | NPD Québec                   | 508            | 1,5 %  | -     |
|       | Marie-Claire Ferland | Travailleurs                 | 302            | 0,9 %  | -     |
|       | Erich Laforest       | Parti indépendantiste (2008) | 232            | 0,7 %  | -     |
| Total | Total                | Total                        | 33 949         | 100 %  |       |

|       | Nom                       | Parti                  | Nombre de voix | %      | Maj.  |
| ----- | ------------------------- | ---------------------- | -------------- | ------ | ----- |
|       | Pauline Marois (sortante) | Parti québécois        | 23 315         | 61 %   | 9 994 |
|       | Philippe Angers           | Libéral                | 13 321         | 34,8 % | -     |
|       | René-William Roy          | Loi naturelle          | 844            | 2,2 %  | -     |
|       | Réal Pineault             | Souveraineté du Québec | 746            | 2 %    | -     |
| Total | Total                     | Total                  | 38 226         | 100 %  |       |

|       | Nom                       | Parti                 | Nombre de voix | %      | Maj.  |
| ----- | ------------------------- | --------------------- | -------------- | ------ | ----- |
|       | Pauline Marois (sortante) | Parti québécois       | 21 154         | 53 %   | 8 782 |
|       | Nicole Bourget Laramée    | Libéral               | 12 372         | 31 %   | -     |
|       | Manon Bezeau              | Action démocratique   | 5 877          | 14,7 % | -     |
|       | Pascal Durand             | Démocratie socialiste | 345            | 0,9 %  | -     |
|       | Monique Murray            | Parti innovateur      | 147            | 0,4 %  | -     |
| Total | Total                     | Total                 | 39 895         | 100 %  |       |

|       | Nom                       | Parti               | Nombre de voix | %      | Maj.  |
| ----- | ------------------------- | ------------------- | -------------- | ------ | ----- |
|       | Pauline Marois (sortante) | Parti québécois     | 17 603         | 45,8 % | 4 483 |
|       | Annie Evrard              | Libéral             | 13 120         | 34,2 % | -     |
|       | Karine Simard             | Action démocratique | 6 353          | 16,5 % | -     |
|       | David Fiset               | Bloc pot            | 556            | 1,4 %  | -     |
|       | Gabriel Landry            | UFP                 | 545            | 1,4 %  | -     |
|       | Xavier Rochon             | Indépendant         | 216            | 0,6 %  | -     |
| Total | Total                     | Total               | 38 393         | 100 %  |       |

|       | Nom                    | Parti                 | Nombre de voix | %      | Maj.  |
| ----- | ---------------------- | --------------------- | -------------- | ------ | ----- |
|       | Pauline Marois         | Parti québécois       | 11 400         | 59,2 % | 4 275 |
|       | Conrad Harvey          | Action démocratique   | 7 125          | 37 %   | -     |
|       | David Turcotte         | Vert                  | 403            | 2,1 %  | -     |
|       | Paul Biron             | Démocratie chrétienne | 135            | 0,7 %  | -     |
|       | Claude Gagnon          | Indépendant           | 77             | 0,4 %  | -     |
|       | Daniel Laforest        | Indépendant           | 64             | 0,3 %  | -     |
|       | François Robert Lemire | Républicain           | 52             | 0,3 %  | -     |
| Total | Total                  | Total                 | 19 256         | 100 %  |       |

|       | Nom                       | Parti               | Nombre de voix | %      | Maj.  |
| ----- | ------------------------- | ------------------- | -------------- | ------ | ----- |
|       | Pauline Marois (sortante) | Parti québécois     | 10 510         | 52,2 % | 4 269 |
|       | Jean Luc Simard           | Libéral             | 6 241          | 31 %   | -     |
|       | Mark Cardwell             | Action démocratique | 2 560          | 12,7 % | -     |
|       | André Jacob               | Québec solidaire    | 343            | 1,7 %  | -     |
|       | David Turcotte            | Vert                | 325            | 1,6 %  | -     |
|       | Jean-Michel Harvey        | Sans désignation    | 150            | 0,7 %  | -     |
| Total | Total                     | Total               | 20 129         | 100 %  |       |

|       | Nom              | Parti                  | Nombre de voix | %      | Maj.  |
| ----- | ---------------- | ---------------------- | -------------- | ------ | ----- |
|       | Pauline Marois   | Parti québécois        | 15 472         | 40,6 % | 5 171 |
|       | Claire Rémillard | Libéral                | 10 301         | 27,1 % | -     |
|       | Ian Latrémouille | Coalition avenir       | 10 203         | 26,8 % | -     |
|       | André Jacob      | Québec solidaire       | 1 227          | 3,2 %  | -     |
|       | Pierre Tremblay  | Option nationale       | 619            | 1,6 %  | -     |
|       | Daniel Laforest  | Coalition constituante | 243            | 0,6 %  | -     |
| Total | Total            | Total                  | 38 065         | 100 %  |       |

|       | Nom                       | Parti            | Nombre de voix | %      | Maj. |
| ----- | ------------------------- | ---------------- | -------------- | ------ | ---- |
|       | Caroline Simard           | Libéral          | 13 083         | 35,2 % | 882  |
|       | Pauline Marois (sortante) | Parti québécois  | 12 201         | 32,9 % | -    |
|       | Ian Latrémouille          | Coalition avenir | 9 682          | 26,1 % | -    |
|       | Jean-Yves Bernard         | Québec solidaire | 1 539          | 4,1 %  | -    |
|       | Chantal Mélançon          | Conservateur     | 332            | 0,9 %  | -    |
|       | François Thériault        | Option nationale | 287            | 0,8 %  | -    |
| Total | Total                     | Total            | 37 124         | 100 %  |      |

### Résultats électoraux du Parti québécois sous Marois
| Partis | Partis                       | Chef                           | Candidats | Sièges | Sièges | Voix      | Voix   | Voix  |
| Partis | Partis                       | Chef                           | Candidats | 2008   | Élus   | Nb        | %      | +/-   |
| --- | ---------------------------- | ------------------------------ | --------- | ------ | ------ | --------- | ------ | ----- |
| | Parti québécois              | Pauline Marois                 | 125       | 51     | 54     | 1 393 703 | 31,9 % | -3,2  |
| | Libéral                      | Jean Charest                   | 125       | 66     | 50     | 1 360 968 | 31,2 % | -10,9 |
| | Coalition avenir             | François Legault               | 125       | 0      | 19     | 1 180 235 | 27,1 % | -     |
| | Québec solidaire             | Françoise David et Amir Khadir | 124       | 1      | 2      | 263 111   | 6 %    | +2,3  |
| | Option nationale             | Jean-Martin Aussant            | 120       | 0      | -      | 82 539    | 1,9 %  | -     |
| | Vert                         | Claude Sabourin                | 66        | -      | -      | 43 394    | 1 %    | -1,1  |
| | Conservateur                 | Luc Harvey                     | 27        | -      | -      | 7 654     | 0,2 %  | -     |
| | Coalition constituante       | Marc Fafard                    | 29        | -      | -      | 5 197     | 0,1 %  | -     |
| | Parti nul                    | Renaud Blais                   | 10        | -      | -      | 2 743     | 0,1 %  | -     |
| | Équipe autonomiste           | Guy Boivin                     | 17        | -      | -      | 2 182     | 0,1 %  | -     |
| | Union citoyenne              | Alexis St-Gelais               | 20        | -      | -      | 2 089     | 0 %    | -     |
| | Classe moyenne               | Jean Lavoie                    | 7         | -      | -      | 2 053     | 0 %    | -     |
| | Marxiste-léniniste           | Pierre Chénier                 | 25        | -      | -      | 1 969     | 0 %    | -0    |
| | Parti indépendantiste (2008) | Michel Lepage                  | 10        | -      | -      | 1 244     | 0 %    | -0,1  |
| | Unité nationale              | Paul Biron                     | 12        | -      | -      | 1 227     | 0 %    | -     |
| | Bloc pot                     | Hugô St-Onge                   | 2         | -      | -      | 420       | 0 %    | -     |
| | Révolution démocratique      | Robert Genesse                 | 1         | -      | -      | 256       | 0 %    | -     |
| | Parti équitable              | Yvan Rodrigue                  | 1         | -      | -      | 126       | 0 %    | -     |
| | Indépendant                  | Indépendant                    | 46        | -      | -      | 11 578    | 0,3 %  | +0,1  |
| | Action démocratique          |                                | 0         | 7      | -      | 0         | 0 %    | -     |
| Total | Total                        | Total                          | 892       | 125    | 125    | 4 362 688 | 100 %  |       |
| Le taux de participation lors de l'élection était de 74,6 % et 53 749 bulletins ont été rejetés. Il y avait 5 919 778 personnes inscrites sur la liste électorale pour l'élection. |                              |                                |           |        |        |           |        |       |

| Partis | Partis                       | Chef                                                  | Candidats | Sièges | Sièges | Voix      | Voix   | Voix    |
| Partis | Partis                       | Chef                                                  | Candidats | 2012   | Élus   | Nb        | %      | +/-     |
| --- | ---------------------------- | ----------------------------------------------------- | --------- | ------ | ------ | --------- | ------ | ------- |
| | Libéral                      | Philippe Couillard                                    | 125       | 50     | 70     | 1 757 071 | 41,5 % | +10,3 % |
| | Parti québécois              | Pauline Marois                                        | 124       | 54     | 30     | 1 074 120 | 25,4 % | -6,6 %  |
| | Coalition avenir             | François Legault                                      | 122       | 19     | 22     | 975 607   | 23,1 % | -4,0 %  |
| | Québec solidaire             | Françoise David et Andrés Fontecilla[réf. nécessaire] | 124       | 2      | 3      | 323 124   | 7,6 %  | +1,6 %  |
| | Option nationale             | Sol Zanetti                                           | 116       | -      | -      | 30 697    | 0,7 %  | -1,2 %  |
| | Vert                         | Alex Tyrrell                                          | 44        | -      | -      | 23 163    | 0,5 %  | -0,4 %  |
| | Conservateur                 | Adrien Pouliot                                        | 59        | -      | -      | 16 429    | 0,4 %  | +0,2 %  |
| | Parti nul                    | Renaud Blais                                          | 24        | -      | -      | 7 539     | 0,2 %  | +0,1 %  |
| | Bloc pot                     | Hugô St-Onge                                          | 14        | -      | -      | 2 690     | 0,1 %  | +0,1%   |
| | Marxiste-léniniste           | Pierre Chénier                                        | 24        | -      | -      | 2 016     | 0 %    | +0,0 %  |
| | Parti équitable              | Patricia Domingos                                     | 5         | -      | -      | 1 645     | 0 %    | +0,04 % |
| | Parti des sans parti         | Frank Malenfant                                       | 5         | -      | -      | 1 291     | 0 %    | -0,1 %  |
| | Mon pays le Québec           | Claude Dupré                                          | 6         | -      | -      | 521       | 0 %    | -       |
| | Équipe autonomiste           | Guy Boivin                                            | 5         | -      | -      | 400       | 0 %    | -0,04 % |
| | Unité nationale              | Paul Biron                                            | 3         | -      | -      | 241       | 0 %    | -0,02 % |
| | Révolution démocratique      | Robert Genesse                                        | 1         | -      | -      | 163       | 0 %    | +0,0 %  |
| | Parti indépendantiste (2008) | Michel Lepage                                         | 1         | -      | -      | 126       | 0 %    | -0,03 % |
| | Union citoyenne              | Marc-André Lacroix                                    | 1         | -      | -      | 58        | 0 %    | -0,05 % |
| | Indépendant                  | Indépendant                                           | 10        | -      | -      | 15 361    | 0,4 %  | +0,1 %  |
| Total | Total                        | Total                                                 | 813       | 125    | 125    | 4 232 262 | 100 %  |         |
| Le taux de participation lors de l'élection était de 71,4 % et 62 793 bulletins ont été rejetés. Il y avait 6 012 440 personnes inscrites sur la liste électorale pour l'élection. |                              |                                                       |           |        |        |           |        |         |